# 坎农环形山
坎农环形山（Cannon）是月球正面东北部一座古老的大型撞击坑，形成于酒海纪，其名称取自对30万颗恒星进行了分类的美国女天文学家安妮·詹普·坎农（1863年—1941年），1964年被国际天文联合会批准接受。

## 描述
坎农环形山位于界海西北和普卢塔克环形山的东南偏南方，往东北坐落着哈勃环形山，东南则为戈达德陨石坑，阿尔·哈金陨石坑位于它的西南偏西方。该陨坑中心月面坐标为19°53′N 81°22′E / 19.88°N 81.36°E，直径57.58公里，深度2.450公里。
坎农环形山外观接近圆形并已磨损和侵蚀，坑壁坡度平缓，覆盖着许多撞击坑，西南侧有一道撞击形成的宽阔裂口，东北和南侧边缘上也横跨着一些小陨坑。该陨坑坑壁最大高出周边地形约1190米，内部容积约有2772.07立方千米。碗状的坑底已被玄武岩熔岩淹没，西北部较崎岖，地表除散布着一些陨坑痕迹外，平坦而无其它结构特色，且反照率与周边地形相同。

## 卫星陨石坑
按照惯例，最靠近坎农环形山的卫星坑在月图上以字母标注在该坑中心点的旁边。

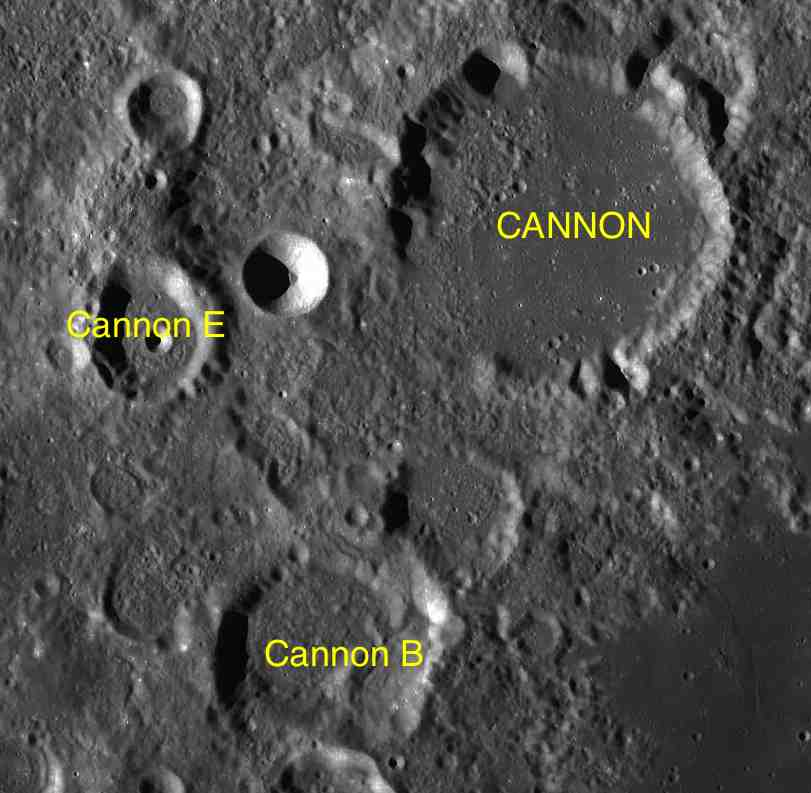
LAC-45地图

| 坎农 | 月面坐标                          | 直径, 公里 |
| ---- | --------------------------------- | ---------- |
| B    | 17°32′N 80°03′E / 17.54°N 80.05°E | 38.78      |
| E    | 19°16′N 78°59′E / 19.27°N 78.99°E | 25.87      |